# Франко Кучінотта
Франко Кучінотта (італ. Franco Cucinotta, нар. 22 червня 1952, Новара-ді-Сицилія) — італійський футболіст, що грав на позиції нападника у складі низки швейцарських клубів.
Володар Кубка Швейцарії. Найкращий бомбардир кубка європейських чемпіонів 1976/77.

## Ігрова кар'єра
Народився 22 червня 1952 року в місті Новара-ді-Сицилія. У дитячому віці перебрався до швейцарського Монтре, куди його батьки переїхали в пошуках роботи і де він почав займатися футболом.
У дорослому футболі дебютував 1970 року виступами за команду клубу «Лозанна», в якій провів чотири сезони.
Згодом з 1974 по 1981 рік грав у складі команд клубів «Сьйон», «Цюрих», «К'яссо» та «Серветт». У складі «Цюриха» брав участь у розіграші Кубка європейських чемпіонів 1976/77, в якому з п'ятьма голами став найкращим бомбардиром турніру (разом з німцем Гердом Мюллером).
Завершив професійну ігрову кар'єру у клубі «Сьйон», у складі якого вже виступав раніше. Прийшов до команди 1981 року, захищав її кольори до припинення виступів на професійному рівні у 1985 році.

## Титули і досягнення
- Володар Кубка швейцарської ліги (1):

«Серветт»: 1979-80
- Володар Кубка Швейцарії (1):

«Сьйон»: 1981-82
- Найкращий бомбардир кубка чемпіонів (1):

«Цюрих»: 1976-77
- Найкращий бомбардир Чемпіонату Швейцарії (1):

«Цюрих»: 1976-77